# (200119) 1996 BD14
(200119) 1996 BD14 es un asteroide perteneciente al cinturón de asteroides, descubierto el 16 de enero de 1996 por el equipo del Spacewatch desde el Observatorio Nacional de Kitt Peak, Arizona, Estados Unidos.

## Designación y nombre
Designado provisionalmente como 1996 BD14.

## Características orbitales
1996 BD14 está situado a una distancia media del Sol de 2,259 ua, pudiendo alejarse hasta 2,837 ua y acercarse hasta 1,681 ua. Su excentricidad es 0,255 y la inclinación orbital 3,776 grados. Emplea 1240,44 días en completar una órbita alrededor del Sol.

## Características físicas
La magnitud absoluta de 1996 BD14 es 17,4.